# Свидерское
Свиде́рское (до 1948 года Орта́-Кисе́к, ранее Орта́-Кесе́к-Улу́-Ко́л; укр. Свідерське, крымскотат. Orta Kesek, Орта Кесек) — упразднённое село в Бахчисарайском районе Республики Крым (согласно административно-территориальному делению Украины — Автономной Республики Крым), входило в состав Вилинского сельсовета, до 1968 года включено в состав Углового.

## География
Село располагалось на крайнем северо-западе района, недалеко от берега Каламитского залива Чёрного моря, в долине ручья Улу-Кол, сейчас — ближняя к морю часть села Угловое.

## История
Документов времён Крымского ханства с упоминанием деревни Орта-Кесек пока не обнаружено, судя по названию — в переводе «средняя часть» (участок) — это всего лишь название отдельного квартала Аджи-Булата, даже в Камеральном Описании Крыма 1784 года деревня не отмечена. Впервые название появляется в " Ведомости о всех селениях в Симферопольском уезде состоящих с показанием в которой волости сколько числом дворов и душ… от 9 октября 1805 года, как деревня Орта-Кисек с 13 дворами и 41 жителем — крымским татарином, относящаяся к Актачинской волости Симферопольского уезда. На военно-топографической карте генерал-майора Мухина 1817 года деревня обозначенна как Улукул-Тюече с 12 дворами. После реформы волостного деления 1829 года Орта-Кесек, согласно «Ведомости о казённых волостях Таврической губернии 1829 г» отнесли к Яшлавской волости (переименованной из Актачинской). На карте 1836 года в деревне 16 дворов. Затем, видимо, вследствие эмиграции крымских татар в Турцию, деревня опустела и на военной карте 1842 года Орта-Кисек обозначен условным знаком «менее 5 дворов».
В 1860-х годах, после земской реформы Александра II, деревню приписали к Дуванкойской волости. В «Списке населённых мест Таврической губернии по сведениям 1864 года», составленном по результатам VIII ревизии, все три соседние села (Орта-Кесек-Улукул, Аклеиз и Аджи-Булат) объединены одной записью: Улукул с 23 дворами, 134 жителями, 2 мечетями при колодцах и припиской, что земля принадлежит мусульманскому духовному управлению. По обследованиям профессора А. Н. Козловского начала 1860-х годов, в селении имелись колодцы глубиной 2—3 сажени, но ни одного с пресной водой. На трёхверстовой карте Шуберта 1865—1876 года Орта-Кисек обозначен отдельно, с 7 дворами и мечетью. В Памятной книге Таврической губернии 1889 года, составленной по результатам X ревизии 1887 года, в Орта-Кесек-Улукуле записаны 21 двор и 102 жителями.
После земской реформы 1890-х годов деревня осталась в составе преобразованной Дуванкойской волости. Согласно «…Памятной книжке Таврической губернии на 1892 год», в деревне Орта-Кесек-Улукул, входившей в Тарханларское сельское общество, числилось 17 жителей в 4 домохозяйствах, все безземельные. По «…Памятной книжке Таврической губернии на 1902 год» деревня Орта-Кесек-Улукул, как населённая безземельными и не входившая в сельское общество, приписана к волости для счёта, без указания числа жителей и домохозяйств. Даже мусульманскую начальную школу (мектеб) в 1912 году построили одну на две деревни. По Статистическому справочнику Таврической губернии. Ч.II-я. Статистический очерк, выпуск шестой Симферопольский уезд, 1915 год, в деревне Орта-Кесек-Улукул (на вакуфе) Дуванкойской волости Симферопольского уезда числилось 30 дворов с татарским населением в количестве 148 человек приписных жителей, из которых 79 мужчин и 69 женщин. Жители владели 425 десятинами земли. В хозяйствах имелось 87 лошадей, 26 коров и 84 овцы.
После установления в Крыму Советской власти, по постановлению Крымревкома от 8 января 1921 года была упразднена волостная система и село вошло в состав Симферопольского уезда (округа), а в 1922 году уезды получили название округов. 11 октября 1923 года, согласно постановлению ВЦИК, в административное деление Крымской АССР были внесены изменения, в результате которых был создан Бахчисарайский район и село включили в его состав. Согласно Списку населённых пунктов Крымской АССР по Всесоюзной переписи 17 декабря 1926 года, в селе Орта-Кисек-Улукул, Аджи-Булатского сельсовета Бахчисарайского района, числилось 68 дворов, из них 67 крестьянских, население составляло 287 человек (140 мужчин и 147 женщин). В национальном отношении учтено: 280 татар, 1 русский и 6 украинцев, действовала татарская школа.
В 1944 году, после освобождения Крыма от фашистов, согласно Постановлению ГКО № 5859 от 11 мая 1944 года, 18 мая крымские татары были депортированы в Среднюю Азию. 12 августа 1944 года было принято постановление № ГОКО-6372с «О переселении колхозников в районы Крыма» по которому в район планировалось переселить 6000 колхозников и в сентябре 1944 года в район приехали первые новосёлы (2146 семей) из Орловской и Брянской областей РСФСР, а в начале 1950-х годов последовала вторая волна переселенцев из различных областей Украины. С 25 июня 1946 года Орта-Кисек в составе Крымской области РСФСР. Указом Президиума Верховного Совета РСФСР от 18 мая 1948 года Орта-Кисек переименовали в Свидерское, в честь Героя Советского Союза Александра Свидерского, смертельно раненого 17 апреля 1944 года в бою возле села. 26 апреля 1954 года Крымская область была передана из состава РСФСР в состав УССР. На 15 июня 1960 года село числилось в составе Красноармейского сельсовета, к 1968 году Свидерское присоединили к Угловому, как село Вилинского сельсовета).

## Динамика численности населения
| - 1805 год — 41 чел. - 1864 год — 134 чел. - 1889 год — 102 чел. - 1892 год — 17 чел. | - 1902 год — 0 чел. - 1915 год — 148 чел. - 1926 год — 287 чел. |